# Tom Bateman
Thomas Jonathan Bateman, detto Tom (Oxford, 15 marzo 1989), è un attore britannico, attivo in campo teatrale, televisivo e cinematografico.

## Biografia
Bateman nasce a Oxford in una famiglia numerosa: l'attore ha tredici fratelli, tra cui il gemello Merlin. Dopo essersi laureato alla London Academy of Music and Dramatic Art nel 2011 debutta sulle scene nel ruolo di Claudio in un allestimento della commedia shakespeariana Molto rumore per nulla, in scena nel West End londinese, con David Tennant e Catherine Tate. Nel 2013 ottiene il ruolo di Danny Hillier nella serie televisiva The Tunnel, in cui recita per 7 episodi, e quello di Giuliano de' Medici in Da Vinci's Demons, che interpreta per dieci episodi tra il 2013 e il 2014.
Nel 2014 torna a recitare nel West End nell'adattamento teatrale di Shakespeare in Love, in cui interpreta il protagonista William Shakespeare. L'anno successivo si unisce alla neofondata Kenneth Branagh Theatre Company, con cui recita nelle parti di Jack in Harlequinade e Florizel in Racconto d'inverno, in scena al Garrick Theatre. Recita anche in alcuni film, tra cui Fottute! (2017), Assassinio sull'Orient Express (2017) e Assassinio sul Nilo (2022).
È sposato con Daisy Ridley dal 2022.

## Filmografia parziale

### Cinema
- Fottute! (Snatched), regia di Jonathan Levine (2017)
- Assassinio sull'Orient Express (Murder on the Orient Express), regia di Kenneth Branagh (2017)
- Un uomo tranquillo (Cold Pursuit), regia di Hans Petter Moland (2019)
- Assassinio sul Nilo (Death on the Nile), regia di Kenneth Branagh (2022)
- Tredici vite (Thirteen Lives), regia di Ron Howard (2022)

### Televisione
- The Tunnel – serie TV, 7 episodi (2013)
- Da Vinci's Demons – serie TV, 10 episodi (2013-2014)
- Jekyll and Hyde – serie TV, 10 episodi (2015)
- Cold Feet – serie TV, episodi 6x06-6x08 (2016)
- Vanity Fair - La fiera delle vanità (Vanity Fair) – miniserie TV, 6 puntate (2018)
- Into the Dark – serie TV, episodio 1x01 (2018)
- Beecham House – serie TV, 6 episodi (2019)
- Dietro i suoi occhi (Behind Her Eyes) – miniserie TV, 6 puntate (2021)
- Funny Woman - Una reginetta in TV (Funny Woman) – miniserie TV, 6 puntate (2023)
- Based on a True Story – serie TV, 8 episodi (2023-in corso)

## Teatro
- Molto rumore per nulla di William Shakespeare, regia di Josie Rourke. Wyndham's Theatre di Londra (2011)
- Il leone d'inverno di James Goldstone, regia di Trevor Nunn, Haymarket Theatre di Londra (2011)
- La duchessa di Amalfi di John Webster, regia di Jamie Lloyd. Old Vic di Londra (2013)
- Lizzie Siddal di Jeremy Green, regia di Lotte Wakeham. Arcola Theatre di Londra (2013)
- Shakespeare in Love di Lee Hall, regia di Declan Donnellan. Noël Coward Theatre di Londra (2014)
- Il racconto d'inverno di William Shakespeare, regia di Kenneth Branagh e Rob Ashford. Garrick Theatre di Londra (2015)
- Harlequinade di Terence Rattigan, regia di Kenneth Branagh e Rob Ashford. Garrick Theatre di Londra (2015)
- Coriolano di William Shakespeare, regia di Robert Hastie. Crucible Theatre di Sheffield (2020)

## Doppiatori italiani
Nelle versioni in italiano delle opere in cui ha recitato, Tom Bateman è stato doppiato da:
- Marco Vivio in Da Vinci's Demons, Fottute!, Vanity Fair - La fiera delle vanità, Into the Dark
- Simone D'Andrea in Assassinio sull'Orient Express, Dietro i suoi occhi, Assassinio sul Nilo
- Massimiliano Manfredi in Un uomo tranquillo
- Stefano Crescentini in Beecham House
- Emanuele Ruzza in Tredici vite
- Fabrizio De Flaviis in Funny Woman - Una reginetta in TV